# 멘탈 레이
멘탈 레이(Mental Ray, mental ray)는 멘탈 이미지스(독일 베를린)가 개발한 프로덕션 품질의 렌더링 애플리케이션이다. 멘탈 이미지스는 2007년 12월 엔비디아에 의해 인수되었다. 이름에서 알 수 있듯이, 영상을 만들기 위해 광선 추적을 지원한다.
《헐크》, 《매트릭스 2: 리로디드》, 《매트릭스 3: 레볼루션》, 《스타워즈 에피소드 2: 클론의 습격》, 《투모로우》, 《포세이돈》을 포함한 여러 장편 영화들에 사용되었다.

## 기능

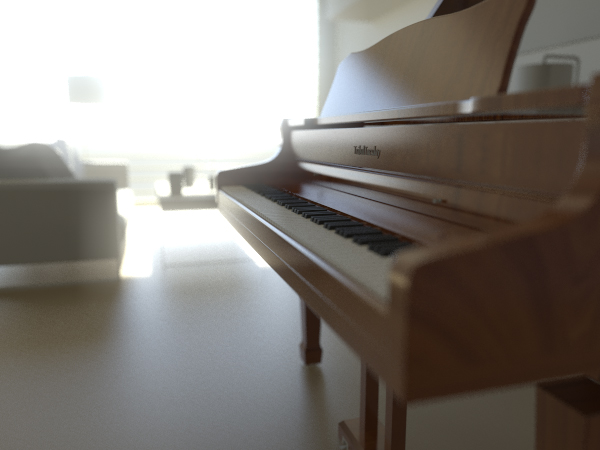
멘탈 레이를 사용하여 글로벌 일루미네이션, 포톤 매핑, 피사계 심도, 앰비언트 어클루전, 글로시 리플렉션, 본그림자, 블룸을 시연하고 있는 렌더링 그림.

멘탈 레이의 주요 기능은 멀티프로세서 머신과 렌더 팜을 통한 병렬화로 말미암아 고성능을 달성하는 것이다. 주요 시각 표면 결정을 위한 스캔라인, 2차적 광선을 위한 이진 공간 분할법과 같은 가속 기법을 사용한다.